# Vito Kubilus
Vito J. Kubilus (29 giugno 1914 – Euclid, 16 novembre 1986) è stato un cestista e allenatore di pallacanestro statunitense, professionista nella NBL.

## Carriera
Giocò per una stagione nella NBL, disputando 16 partite con 2,0 punti di media.